# Utetes townesianus
Utetes townesianus är en stekelart som först beskrevs av Papp 1983.  Utetes townesianus ingår i släktet Utetes och familjen bracksteklar. Inga underarter finns listade i Catalogue of Life.